# Beerenauslese
Beerenauslese es un término referido al vino, usado en Austria y Alemania, y una clase de vino de postre que significa "bayas seleccionadas". A menudo se abrevia como BA. Es uno de los niveles de clasificación del vino alemán en la categoría Prädikatswein (anteriormente QmP), y es un Prädikatswein en Austria.
Un vino con Beerenauslese sobre la etiqueta significa que las uvas han sido individualmente cosechadas, y en su mayor parte afectadas por podredumbre noble. Significa también que el vino tiene al menos un "peso de mosto" en la uva mínimo especificado, 110-128 °Oechsle en Alemania, dependiendo de la región en la que crezca la vid y la variedad de uva y 25°KMW (127°Oe) en Austria. Estos vinos son típicamente muy dulces y ricos, y envejecen muy bien. Los mejores ejemplares se hacen con uva riesling, pues esta mantiene una acidez significativa incluso con la extrema madurez. Otras uvas se usan pero pueden a menudo tener niveles de acidez muy inferiores, lo que da como resultado un vino más desequilibrado que simplemente sabe muy dulce.
Estos vinos se producen en muy pequeñas cantidades cuando el tiempo es adecuado para que se forme la podredumbre noble y sólo en viñedos con las condiciones adecuadas, de modo que son muy caros. Una excepción a esta regla es el beerenauslesen producido con uvas como Ortega, Huxelrebe que tienen un nivel extremadamente alto de azúcar, pero menos del carácter de podredumbre noble.
En Alsacia, el término más parecido estrechamente relacionado con Beerenauslese es Sélection de Grains Nobles.